# Плющево (платформа)

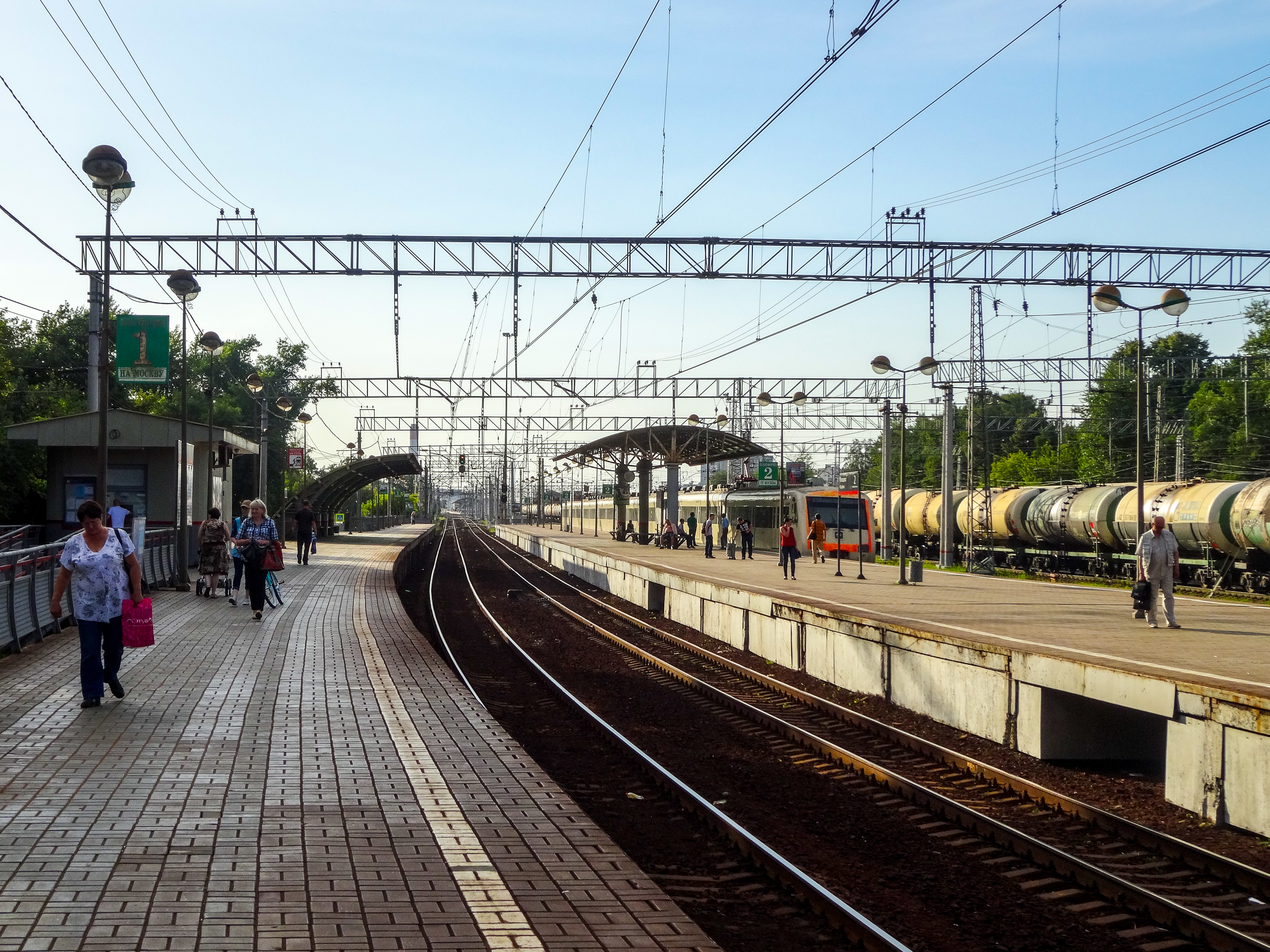
Вид на платформу Плющево в направлении станции Перово. Июль 2014

Плю́щево — железнодорожный остановочный пункт Казанского и Рязанского направлений Московской железной дороги в Москве, входящий в состав МЦД-3.
Выходы на улицу Маёвок, 1-й Казанский просек, в Кусковский лесопарк на аллею Первой Маёвки и Кусковский просек.
Состоит из двух платформ, соединённых подземным переходом. Выход в город имеет только платформа на Москву. Возможно передвижение инвалидных и детских колясок (по пандусу). К северу от платформ — товарные пути станции Перово. Путь на Москву может быть использован для оборота электропоездов со стороны Казанского вокзала.
Время движения с Казанского вокзала составляет 18 минут. На платформе, как правило, не останавливаются электропоезда дальних пунктов назначения Казанского направления, следующие в черте Москвы.

## История
Станция была образована в XIX веке в 1894 году. До 1930 года станция называлась Шереметьевская, так как находилась на землях Шереметевых, чья усадьба «Кусково» расположена неподалёку. Переименована 6 января 1930 года в честь первого председателя военно-революционного комитета Московско-Казанской железной дороги Павла Плющева.
С весны 2019 года станция оборудована турникетами. В 2023 году проведён капитальный ремонт с обновлением покрытия платформы, МАФ и навигации для запуска МЦД-3.

## Наземный общественный транспорт
На этой станции можно пересесть на следующие маршруты городского пассажирского транспорта: